# Cryptassiminea
Cryptassiminea là một chi ốc có mài nhỏ, là động vật thân mềm chân bụng sống ở biển trong họ Assimineidae.

## Các loài
Các loài trong chi Cryptassiminea gồm có:
- Cryptassiminea adelaidensis Fukuda & Ponder, 2005[2]
- Cryptassiminea glenelgensis Fukuda & Ponder, 2005[3]
- Cryptassiminea insolata Fukuda & Ponder, 2005[4]
- Cryptassiminea kershawi Fukuda & Ponder, 2005[5]
- Cryptassiminea surryensis Fukuda & Ponder, 2005[6]